# Línea 31 (EMT Madrid)
La línea 31 de la EMT de Madrid une la Plaza Mayor con el intercambiador multimodal de Aluche.

## Características

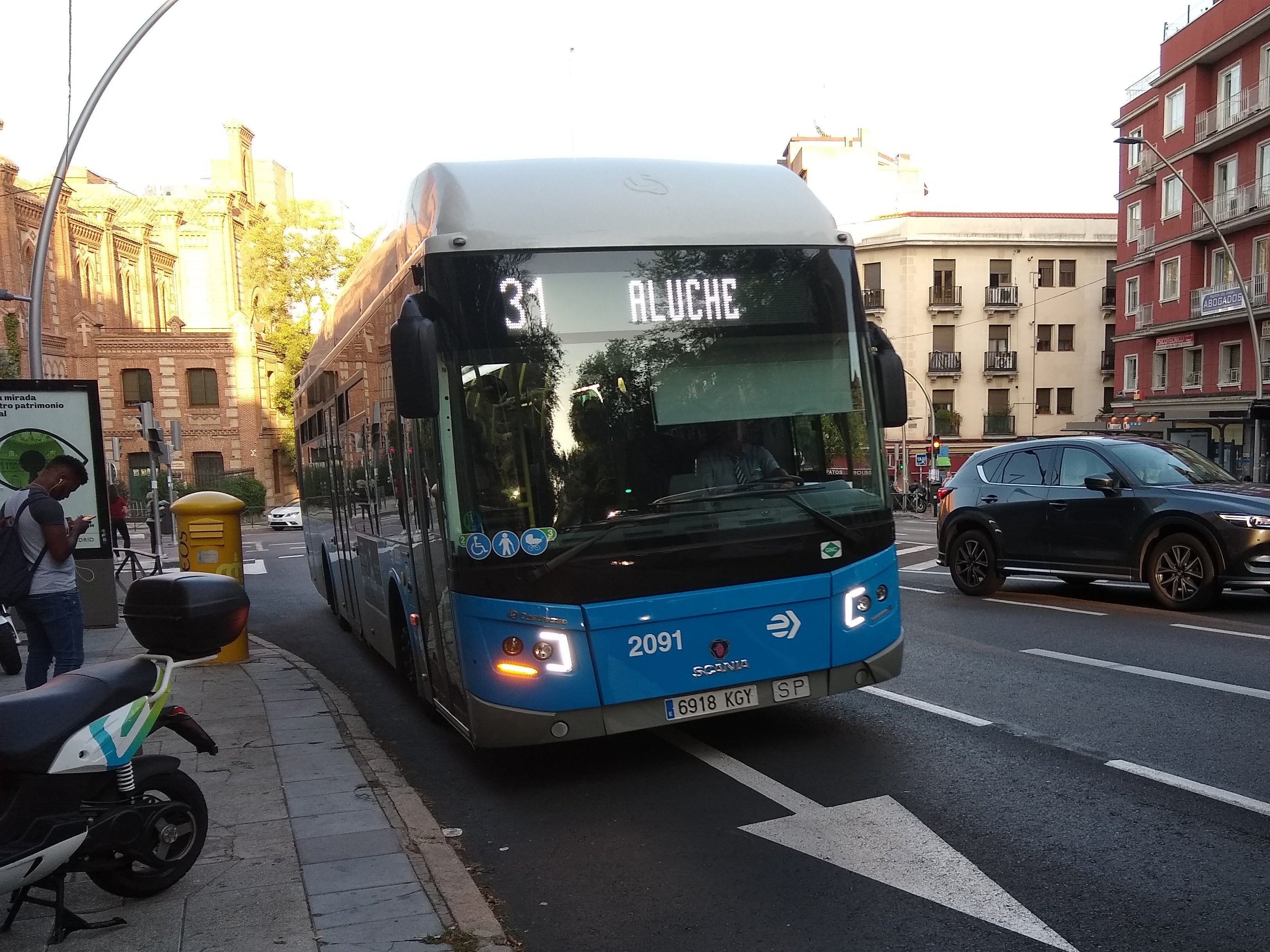
Autobús Scania N280UB Castrosua New City GNC de la línea 31 en Puerta del Ángel, paseo de la Extremadura.

Esta línea conecta el intercambiador multimodal de Aluche con el barrio y barrios vecinos del distrito de Latina, además de unirlo con el centro de Madrid.
Desde su creación y hasta enero de 1996, la línea tenía el itinerario Plaza Mayor - B.º Lucero, teniendo su cabecera en la calle Higueras. Desde esa fecha se amplió hasta la estación de Aluche atravesando el barrio homónimo.

### Frecuencias
| De lunes a viernes laborables |               |
| De 6:00 a 7:00                | 5-10 minutos  |
| De 7:00 a 20:00               | 5-8 minutos   |
| De 20:00 a 23:00              | 7-18 minutos  |
| Sábados laborables            |               |
| De 6:00 a 9:00                | 10-18 minutos |
| De 9:00 a 22:00               | 8-11 minutos  |
| De 22:00 a 23:00              | 11-18 minutos |
| Domingos y festivos           |               |
| De 7:00 a 9:00                | 14-22 minutos |
| De 9:00 a 22:00               | 11-18 minutos |
| De 22:00 a 23:00              | 15-20 minutos |

## Recorrido y paradas

### Sentido Aluche

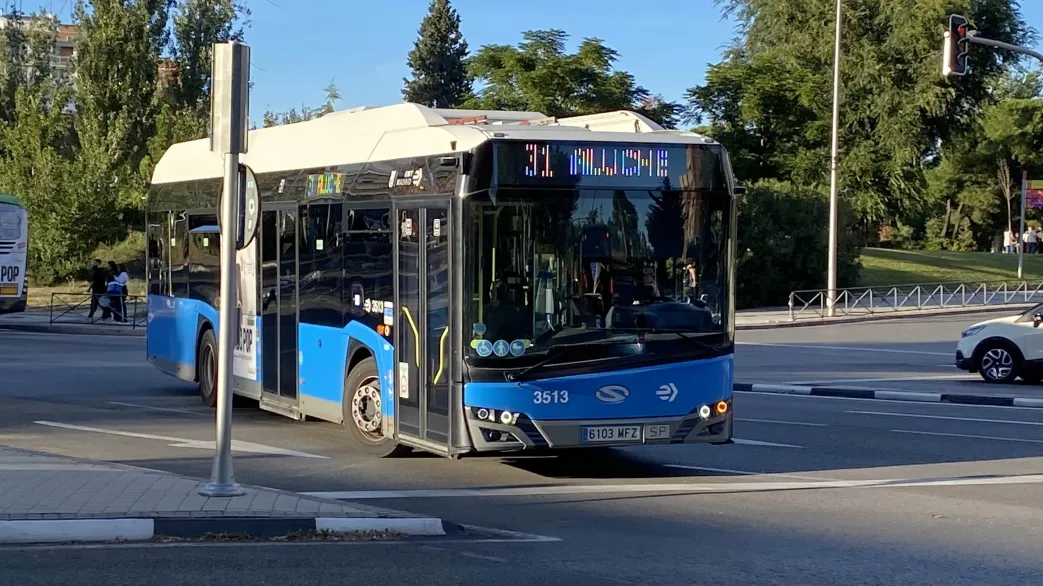
Autobús Solaris Urbino 12 de la línea 31, entrando en la cabecera de Aluche.

Partiendo de la calle Concepción Jerónima, cerca de la Plaza Mayor, donde tiene en sus alrededores conexión con las líneas 17, 18, 23 y 35, la línea se dirige por la misma hacia la Plaza de la Puerta Cerrada.
En la plaza se dirige hacia el oeste por la calle Segovia, que recorre en su totalidad hasta cruzar el Puente de Segovia, incorporándose así al Paseo de Extremadura.
Recorre el tramo urbano de dicho paseo hasta llegar a la bifurcación donde el Paseo se convierte en carretera, girando a la izquierda por la calle Huerta de Castañeda y enseguida a la derecha por la calle Higueras.
Recorre la calle Higueras en su totalidad, siguiendo tras la Plaza de la Achicoria por la calle de la Alhambra hasta que gira a la derecha para incorporarse a la calle Duquesa de Parcent.
Al final de Duquesa de Parcent, gira hacia la calle Los Yébenes, tomando después la calle Illescas y finalmente la calle Camarena, por la que llega al intercambiador multimodal de Aluche, donde tiene su cabecera en la esquina de las calles Ocaña y Valmojado.
| Código | Parada                                   | Común con       | Conexiones con Metro y Cercanías | Otros |
| ------ | ---------------------------------------- | --------------- | -------------------------------- | ----- |
| 5505   | PLAZA MAYOR (C/ Concepción Jerónima, 30) |                 |                                  |       |
| 2247   | Puerta Cerrada                           | 50 65           |                                  |       |
| 2249   | Plaza de la Paja                         | 50 65           |                                  |       |
| 2251   | Cuesta de la Vega                        | 50 65           |                                  |       |
| 2253   | Puente de Segovia                        | 65              |                                  |       |
| 871    | Puente de Segovia-Paseo de Extremadura   | 33 36 39 65 158 |                                  |       |
| 873    | Puerta del Ángel                         | 33 36 39 65 158 | Puerta del Ángel                 |       |
| 875    | Paseo de Extremadura-Guadarrama          | 33 36 39 65     |                                  |       |
| 877    | Paseo de Extremadura-Albéniz             | 33 36 39 65     |                                  |       |
| 879    | Alto de Extremadura                      | 33 36 39 65     | Alto de Extremadura              |       |
| 2255   | Higueras                                 | 36 39 65 158    |                                  |       |
| 5559   | Lucero                                   | 39 158          | Lucero                           |       |
| 2259   | Achicoria                                | 39 158          |                                  |       |
| 5094   | Laguna                                   | 55 119 158      | Laguna                           |       |
| 5100   | Alhambra-Cullera                         | 55 119          |                                  |       |
| 621    | Los Cármenes                             | 25              |                                  |       |
| 623    | Duquesa de Parcent                       | 25              |                                  |       |
| 625    | Duquesa de Parcent-Cuart del Poblet      | 25              |                                  |       |
| 2263   | Los Yébenes-Centro de Salud              |                 |                                  |       |
| 2265   | Los Yébenes                              |                 |                                  |       |
| 4859   | Los Yébenes-Illescas                     |                 |                                  |       |
| 2269   | Illescas-Camarena                        |                 |                                  |       |
| 2271   | Camarena-Puerto Chico                    |                 |                                  |       |
| 2273   | Camarena-Sagrada Familia                 |                 |                                  |       |
| 2275   | Camarena-Ocaña                           |                 |                                  |       |
| 2277   | Aluche                                   |                 |                                  |       |
| 5064   | ALUCHE (C/ Ocaña - intercambiador)       | 17              | Aluche                           |       |

### Sentido Plaza Mayor
El recorrido es idéntico a la ida pero en sentido contrario (Camarena, Illescas, Los Yébenes, Duquesa de Parcent, Alhambra, Higueras, Paseo de Extremadura y Segovia) hasta llegar a la Plaza de la Puerta Cerrada, pasada la cual toma la calle de la Colegiata, girando poco después a la izquierda por Duque de Rivas y de nuevo a la izquierda por Concepción Jerónima hasta su cabecera.
| Código | Parada                                   | Común con           | Conexiones con Metro y Cercanías | Otros |
| ------ | ---------------------------------------- | ------------------- | -------------------------------- | ----- |
| 5064   | ALUCHE (C/ Ocaña - intercambiador)       | 17                  | Aluche                           |       |
| 2276   | Camarena-Ocaña                           | 121                 |                                  |       |
| 2274   | Camarena-Sagrada Familia                 | 121                 |                                  |       |
| 2272   | Camarena-Puerto Chico                    | 121                 |                                  |       |
| 2270   | Illescas-Camarena                        |                     |                                  |       |
| 5145   | Illescas 90                              |                     |                                  |       |
| 2268   | Los Yébenes-Illescas                     |                     |                                  |       |
| 2266   | Los Yébenes                              |                     |                                  |       |
| 2264   | Los Yébenes-Centro de Salud              |                     |                                  |       |
| 626    | Duquesa de Parcent-Cuart del Poblet      | 25                  |                                  |       |
| 624    | Duquesa de Parcent                       | 25                  |                                  |       |
| 622    | Los Cármenes                             | 25                  |                                  |       |
| 2262   | Laguna                                   | 55 119 158          | Laguna                           |       |
| 2260   | Achicoria                                | 39 158              |                                  |       |
| 2258   | Lucero                                   | 39 158              | Lucero                           |       |
| 2256   | Higueras                                 | 33 36 39 65         |                                  |       |
| 880    | Alto de Extremadura                      | 33 36 39 65         | Alto de Extremadura              |       |
| 878    | Paseo de Extremadura-Albéniz             | 33 36 39 65         |                                  |       |
| 876    | Paseo de Extremadura-Guadarrama          | 33 36 39 65         |                                  |       |
| 874    | Puerta del Ángel                         | 33 36 39 65 158     | Puerta del Ángel                 |       |
| 872    | Puente de Segovia-Paseo de Extremadura   | 33 36 39 65 138 158 |                                  |       |
| 2254   | Puente de Segovia                        | 50 65               |                                  |       |
| 2252   | Cuesta de la Vega                        | 50 65               |                                  |       |
| 2250   | Plaza de la Paja                         | 50 65               |                                  |       |
| 2248   | Puerta Cerrada                           | 50 65               |                                  |       |
| 5505   | PLAZA MAYOR (C/ Concepción Jerónima, 30) |                     |                                  |       |